# Panilla
Panilla is een geslacht van vlinders van de familie spinneruilen (Erebidae), uit de onderfamilie Calpinae.

## Soorten
- P. arabica Hacker, 2011
- P. aroa Bethune-Baker, 1906
- P. combusta Hampson, 1895
- P. costipunctata Leech, 1900
- P. diagramma Hampson, 1914
- P. dispila Walker, 1865
- P. fasciata Leech, 1900
- P. hadrastis Hampson, 1926
- P. hemicausta Hampson, 1914
- P. homospila Hampson, 1914
- P. lophosticta Hampson, 1926
- P. microsticta Turner, 1908
- P. mila Strand, 1920
- P. minima Butler, 1887
- P. petrina Butler, 1879
- P. poliochroa Hampson, 1914
- P. spilotis Meyrick, 1902
- P. subbasalis Hampson, 1914
- P. trimacula (Saalmüller, 1891)
- P. xylonea Hampson, 1926